# Дынное
Дынное — деревня в Жиздринском районе Калужской области, в составе сельского поселения «Деревня Акимовка». Население — 2010 чел.

## История
В изданной Императорского общества истории и древностей российских в 1902 году «Сотницы (1537—1597) Грамоты и Записи (1561—1696)» автора Сергея Шумакова за 1595 год упомянута в числе прочих и Дынная на колодезе:

Д. Дынная на колодезъ. А в ней крестьянъ: во дв. Савка Труфановъ, во. дв. Васька Ондреевъ,…(перечисляются дворы крестьян). во. дв. Сидорко Савостьяновъ кузнец,… во. дв. Ондрюшко Прихожей пастухъ. Пашни паханые и наъзжие 250 ч. съна на Ивановском бору 200 к.; лъсу черног въ длину на 3 в., а поперегъ на 2 в., зъ бортными ухожьи.— Выпись с писцовых книг Т. Г. Вельяминова и А. И. Колтовскаго с товарищами на вотчины «Свинскаго» монастыря в городе Брянске и Брянском уезде от 7 апреля 1595
В «Списке населенных мест Калужской губернии» за 1859 год упоминается как казённая деревня Жиздринского уезда, в которой насчитывалось 129 дворов и проживало 932 человека.
После реформ 1861 года деревня вошла в состав Кондрыкинской волости. На 1880 год в ней было 163 двора и проживало 1048 человек. По данным переписи 1897 года население деревни составляло 866 человек, все православные.